# سالفاتوري فوتي
سالفاتوري فوتي (بالإيطالية: Salvatore Foti)‏ (مواليد 8 أغسطس 1988 في باليرمو - إيطاليا) لاعب كرة قدم إيطالي يلعب حاليا لصالح نادي الدرجة الأولى سامبدوريا الإيطالي منذ 2009 في مركز المهاجم كما يجيد اللعب في مركز الجناح الأيسر .

## روابط خارجية
- سالفاتوري فوتي على موقع قاعدة بيانات كرة القدم.إي يو (الإنجليزية)
- سالفاتوري فوتي على موقع Soccerway.com (الإنجليزية)
- سالفاتوري فوتي على موقع عالم كرة القدم.نت (الإنجليزية)
- سالفاتوري فوتي على موقع كووورة